# Caloparyphus major
Caloparyphus major är en tvåvingeart som först beskrevs av James Stewart Hine 1901.  Caloparyphus major ingår i släktet Caloparyphus och familjen vapenflugor. Inga underarter finns listade i Catalogue of Life.